# Patrisse Cullors
Patrisse Cullors, född 20 juni 1983 i Los Angeles, är en amerikansk konstnär, aktivist och medgrundare av Black Lives Matter-rörelsen. Cullors skapade hashtaggen #BlackLivesMatter 2013 och har skrivit och föreläst mycket om rörelsen.[källa behövs] Cullurs identifierar sig som marxist.
Cullors arbetar också med frågor som rör avskaffande av fängelser i Los Angeles och HBTQ-rättigheter. I sin aktivism inspireras hon av kritisk teori, och av sociala rörelser runt om i världen. 
Cullors är författare till When They Call You a Terrorist: A Black Lives Matter Memoir.
Cullors undervisar vid Otis College of Art and Design. Hon undervisar också social rättvisa och samhällsorganisering vid Prescott College.
Cullurs har uppmärksammats i media för sina fastighetsaffärer. I April 2021 noterades Cullors husköp av en fastighet för 1.4 miljoner dollar i det huvudsakligen vita området Topanga Canyon(en) av New York Post, varpå Facebook blockerade användare från att dela New York Posts artikel om Cullors.
I maj 2021 lämnade Cullors sina uppdrag inom Black Lives Matters-organisationen för att istället arbeta på sin andra bok och TV-arbete inom Warner Bros. för att lyfta fram svarta inom utbudet.